# 자기만의 방
《자기만의 방》은 영국의 여성작가 버지니아 울프의 수필집이다. 1929년 9월 처음 출간되었다. 이 작품은 뉴넘 칼리지와 거턴 칼리지라는 케임브리지 대학교의 여성 칼리지들에서 1928년 10월 울프가 전한 2개의 강의에 기반을 둔다.

## 같이 보기
- 르 몽드가 선정한 세기의 도서 100권